# Schiedeella faucisanguinea
Schiedeella faucisanguinea är en orkidéart som först beskrevs av Donald Dungan Dod, och fick sitt nu gällande namn av Burns-bal., A.E.Serna och López-ferr. Schiedeella faucisanguinea ingår i släktet Schiedeella och familjen orkidéer. Inga underarter finns listade i Catalogue of Life.